# Poluj
Il Poluj (in russo Полуй?) è un fiume della Russia siberiana nordoccidentale, affluente di destra dell'Ob'. Scorre nel Circondario autonomo Jamalo-Nenec che fa parte dell'oblast' di Tjumen'.

## Descrizione
Il fiume ha origine dalla confluenza di due rami sorgentiferi: da sinistra il Glubokij Poluj (Глубокий Полуй; in it. Poluj profondo), lungo 266 km, e da destra il Suchoj Poluj (Сухой Полуй; in it. Poluj secco), lungo 212 km, che scendono dalle alture del Poluj.
Il Poluj scorre nella parte nord-occidentale del bassopiano della Siberia occidentale con direzione dapprima settentrionale, successivamente nord-occidentale e infine occidentale fino a sfociare nell'Ob' presso la città di Salechard, a poche decine di chilometri dall'inizio della sua vasta foce ad estuario nel golfo dell'Ob'.
La lunghezza del Poluj è di 369 km, considerando il più lungo dei suoi bracci sorgentiferi (il Glubokij), tuttavia, tale valore sale a 635. L'area del suo bacino è di 21 000 km². La sua portata media, a 162 km dalla foce, è di 139,14 m³/s, alla foce è di circa 190 m³/s.
Suoi principali affluenti di sinistra sono: Njakchoba (Някхоба) e Bol'šoj Epsedej (Большой Епседей); di destra: Chadyjacha (Хадыяха), Tanopča (Танопча) e Sarmik"jacha (Сармикъяха).
Il fiume è gelato da ottobre a maggio/inizio giugno; lungo il suo corso non si incontrano centri urbani, ad eccezione di Salechard alla foce.
L'antico sito archeologico scoperto nel 1932 sul fiume Poluy ha dato il nome all'antica cultura di Ust-Poluy che risale all'età del ferro (IV - II secolo a.C.).